# Idanthyrsus mexicanus
Idanthyrsus mexicanus är en ringmaskart som beskrevs av Kirtley 1994. Idanthyrsus mexicanus ingår i släktet Idanthyrsus och familjen Sabellariidae. Inga underarter finns listade i Catalogue of Life.